# Andrej Boebnov

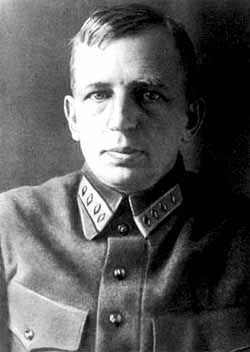
Andrej Boebnov

Andrej Sergejevitsj Boebnov (Russisch: Андрей Сергеевич Бубнов) (Ivanovo, 23 maart 1883 – oblast Moskou, 1 augustus 1938 of 12 januari 1940) was een Russisch revolutionair, bolsjewistisch leider en slachtoffer van de Grote Zuivering door Jozef Stalin.

## Leven
Andrej Boebnov werd geboren in Ivanovo als zoon van een koopman. Hij studeerde agricultuur in Moskou. Tijdens zijn studie sloot hij zich in 1903 aan bij de Bolsjewistische fractie van de Russische Sociaaldemocratische Arbeiderspartij. Hij was veelvuldig betrokken bij revolutionaire activiteiten en werd in de periode tot de Russische Revolutie van 1917 dertien keer gearresteerd door de tsaristische politie.
Tijdens de Eerste Wereldoorlog was hij betrokken bij anti-oorlogsagitatie en in oktober 1916 werd hij verbannen naar Siberië. Na de Februarirevolutie (1917) werd hij vrijgelaten en ging hij naar Moskou, waar hij lid werd van de Moskouse sovjet, het Militair Revolutionair Comité, het eerste Politbureau en het Centraal Comité. Als zodanig was hij nauw betrokken bij de organisatie van de Oktoberrevolutie.
Na de revolutie vocht Boebnov tijdens de Russische Burgeroorlog in Oekraïne. In 1923 ondertekende hij als lid van Trotski’s Linkse Oppositie de zogenaamde “Verklaring van 46” (onder meer tegen de toenemende macht van Stalin als Secretaris-Generaal), maar vanaf 1924 keerde hij zich van Trotski af en koos hij alsnog de zijde van Stalin. Hij werd benoemd tot hoofd Politieke Controle van het Rode Leger, werd opnieuw lid van het Centraal Comité en in 1929 volgde hij Anatoli Loenatsjarski op als Volkscommissaris van Onderwijs, hetgeen hij bleef tot 1937.
In 1937 werd hij plotseling uit de partij gestoten, gearresteerd en verdween tijdens de 'Grote Zuivering', vermoedelijk toch omdat hij ooit medeondertekenaar was geweest van de “Verklaring van 46”. De omstandigheden rondom zijn overlijden zijn nooit helemaal opgehelderd, maar waarschijnlijk werd hij op het Schietterrein "Kommunarka" op 1 augustus 1938 of 12 januari 1940 geëxecuteerd. 
In 1958, onder Chroesjtsjov, werd Boebnov gerehabiliteerd.